# São Sebastião do Umbuzeiro
São Sebastião do Umbuzeiro is een gemeente in de Braziliaanse deelstaat Paraíba. De gemeente telt 3.170 inwoners (schatting 2009).